# Porte-hélicoptères

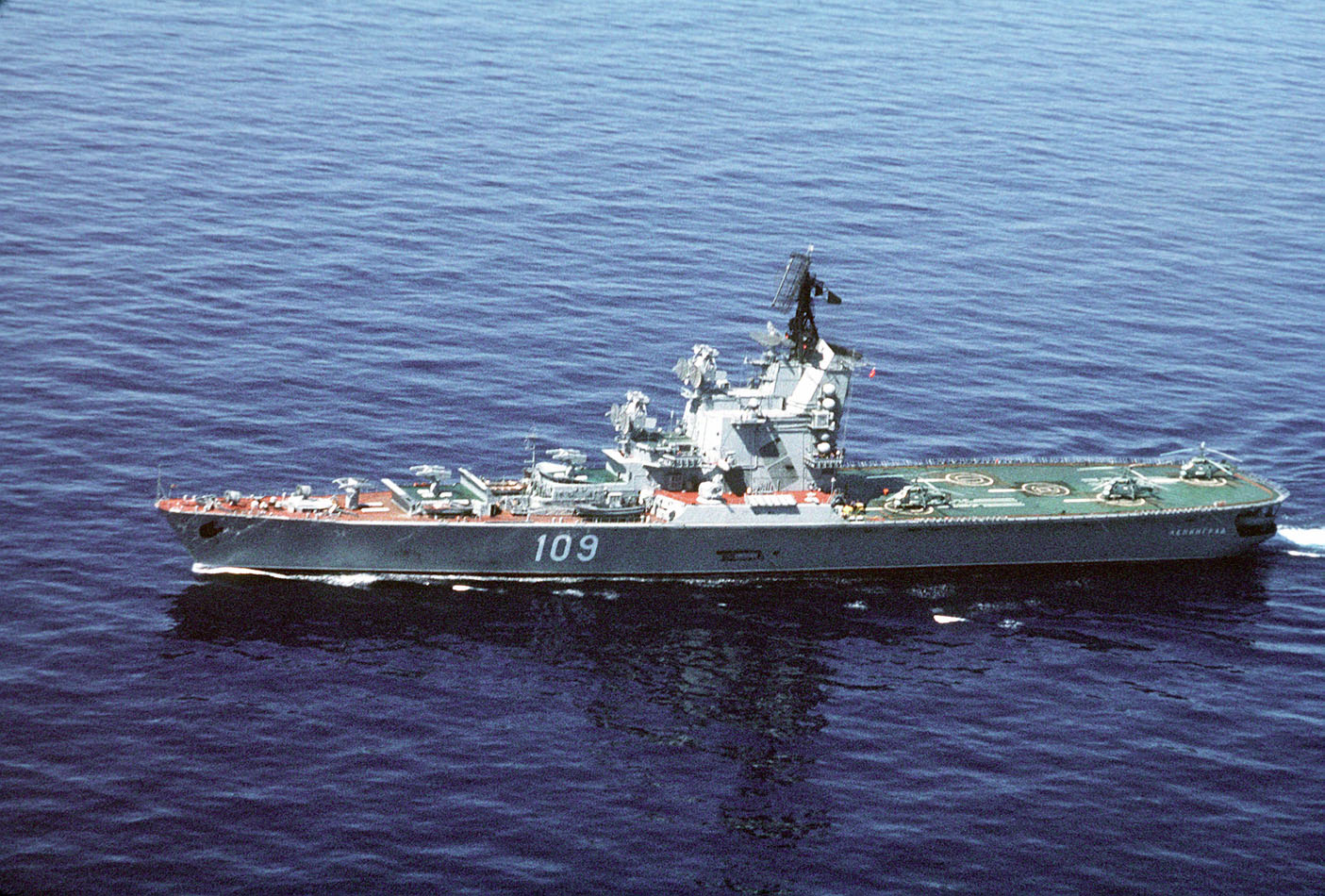
Le Leningrad en 1990.

Un porte-hélicoptères est un navire de guerre doté d'hélisurfaces et d'héliport et optimisé pour la mise en œuvre d'hélicoptères.

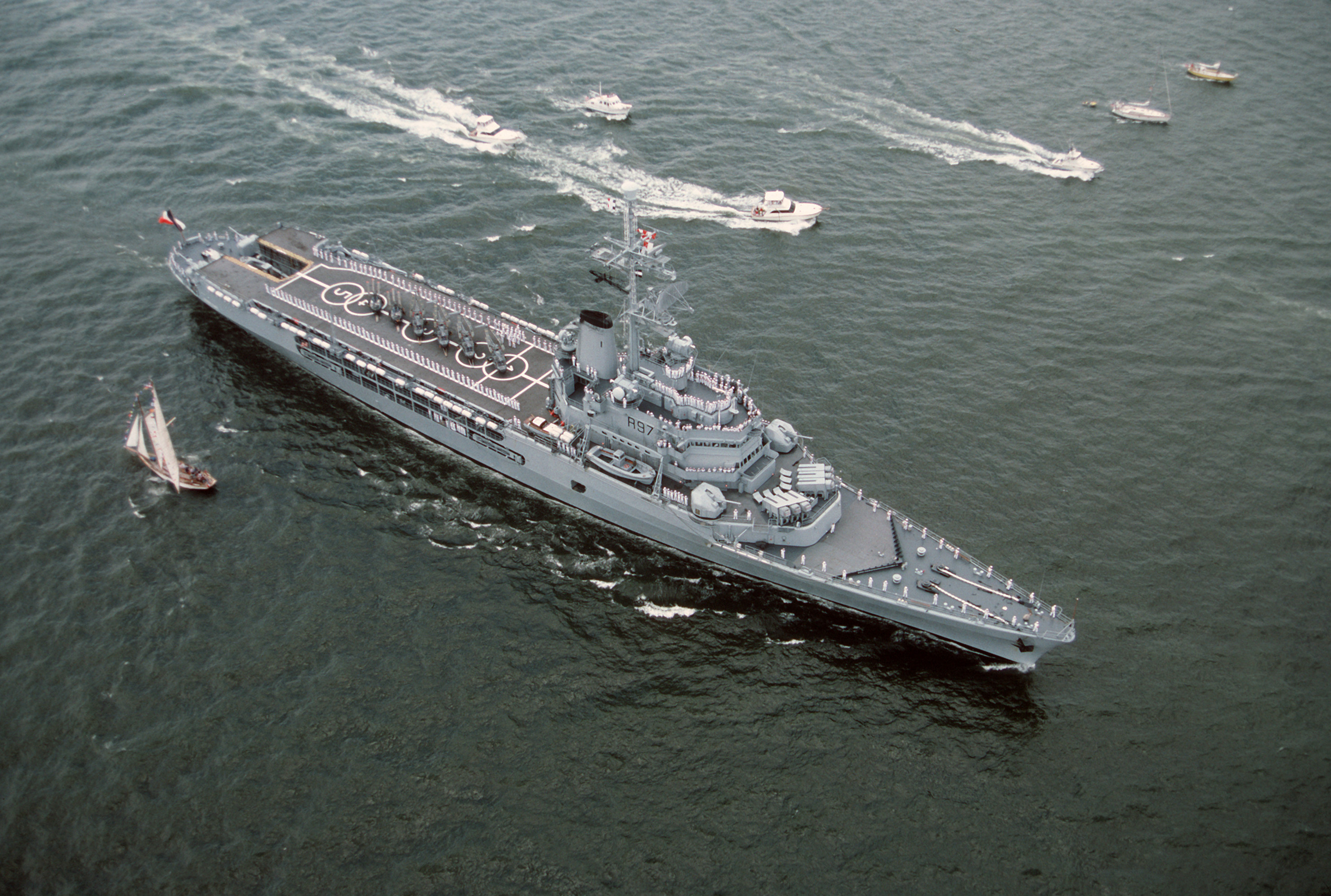
La Jeanne d'Arc de la Marine nationale française.

De très nombreux navires ayant depuis les années 1970 cette capacité, comme les Landing Helicopter Dock, Landing Helicopter Assault, Landing Platform Helicopter, Landing Platform Dock ou Landing Ship Dock, le terme est tombé peu à peu en désuétude car trop généraliste.

## Historique
Le navire de guerre de la Marine nationale française Jeanne d'Arc, qui a été en service de 1964 à 2010, était considéré comme un croiseur porte-hélicoptères.
La Marine soviétique a utilisé de 1967 à 1991, deux unités de la classe Moskva, le Moskva (en) et le Leningrad (en), qui étaient considérées comme des croiseurs porte-hélicoptères.
La Force maritime d'autodéfense japonaise a utilisé entre 1973 et 2011 deux unités de la classe Haruna, et entre 1973 et 2011 deux unités de la classe Shirane. Ces quatre navires étaient considérées comme des destroyers porte-hélicoptères.

## Retirés du service
- Marine américaine
  - Baylander (IX-514), porte-hélicoptères d'entraînement présenté comme le plus petit porte-avions au monde.

- Marine française
  - Jeanne d'Arc (1964-2010) Croiseur porte-hélicoptères

- Marine italienne
  - Andrea Doria (en) (1964-1992) Croiseur porte-hélicoptères, Classe Andrea Doria
  - Caio Duilio (en) (1964-1989) Croiseur porte-hélicoptères, Classe Andrea Doria
  - Vittorio Veneto (1969-2003) Croiseur porte-hélicoptères, Classe Vittorio Veneto

- Marine japonaise
  - JDS Haruna (en) (1973-2009) Destroyer porte-hélicoptères, Classe Haruna
  - JDS Hiei (en) (1974-2011) Destroyer porte-hélicoptères, Classe Haruna
  - JDS Shirane (en) (1980-2015) Destroyer porte-hélicoptères, Classe Shirane
  - JDS Kurama (en) (1981-2017) Destroyer porte-hélicoptères, Classe Shirane

- Marine russe
  - Moskva (1967-1991) Croiseur porte-hélicoptères, Classe Moskva
  - Leningrad (1969-1991) Croiseur porte-hélicoptères, Classe Moskva

Des destroyers porte-hélicoptères japonais
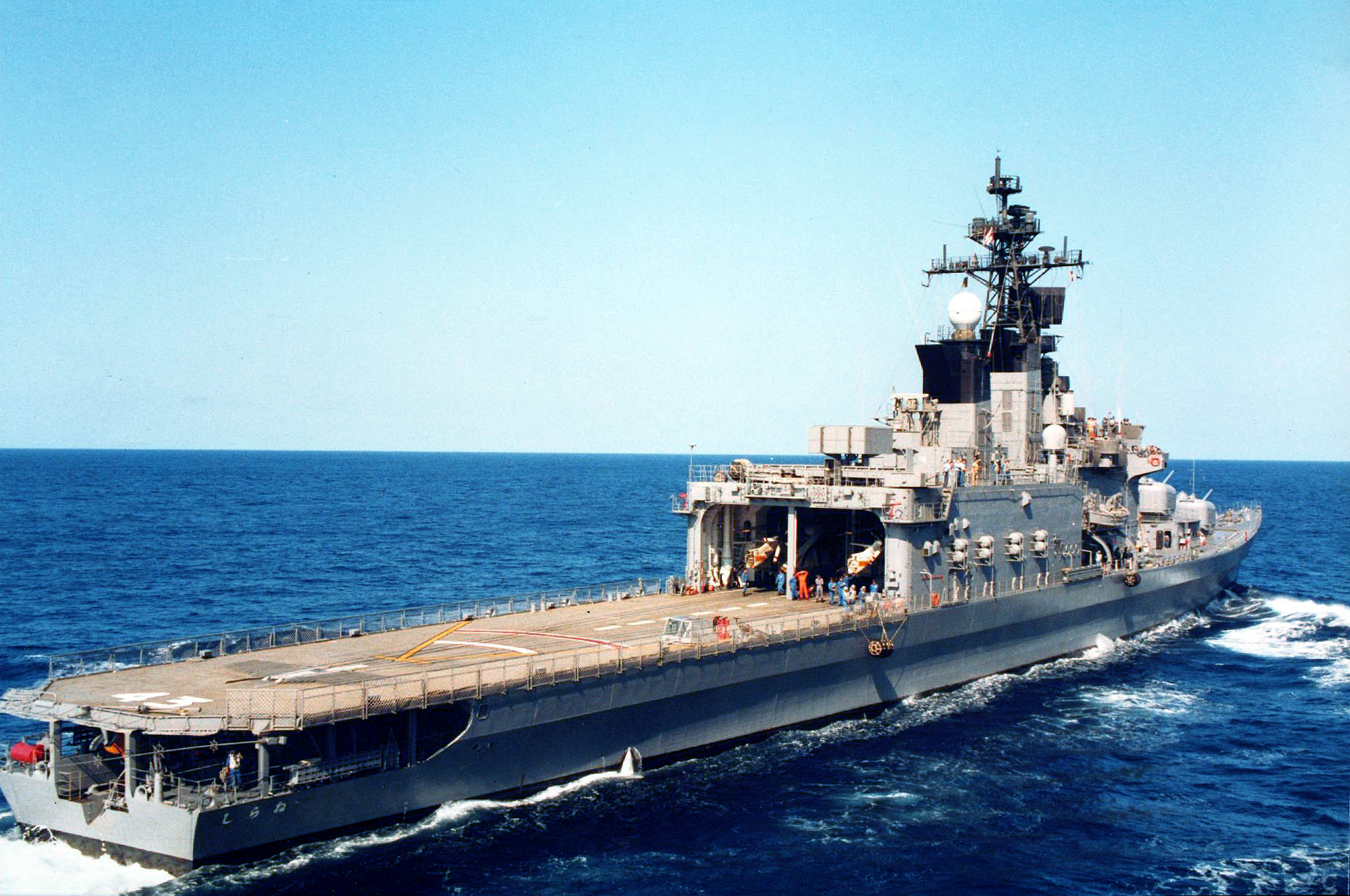
Le JDS Shirane.
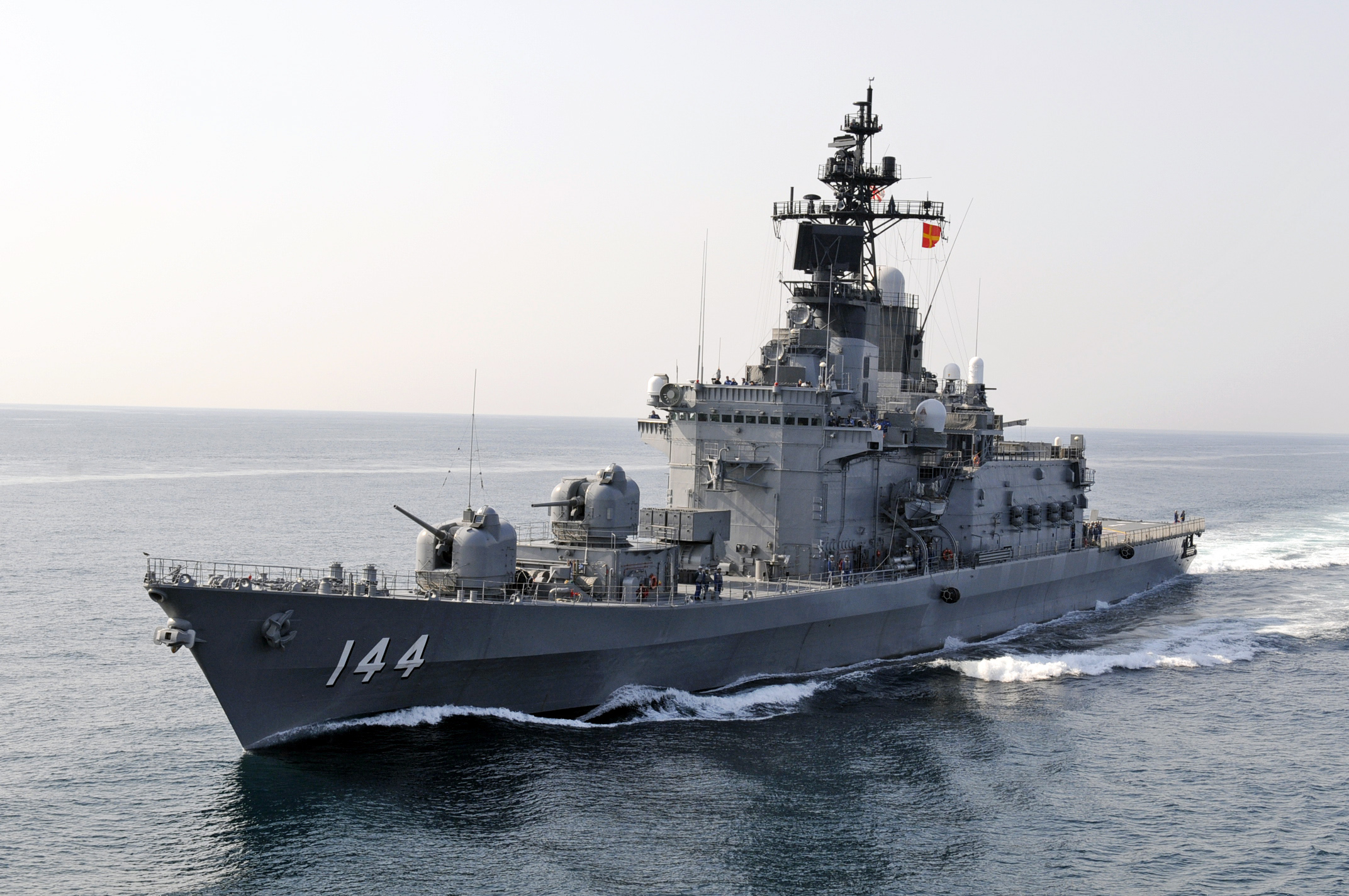
Le JDS Kurama.

## Évolutions

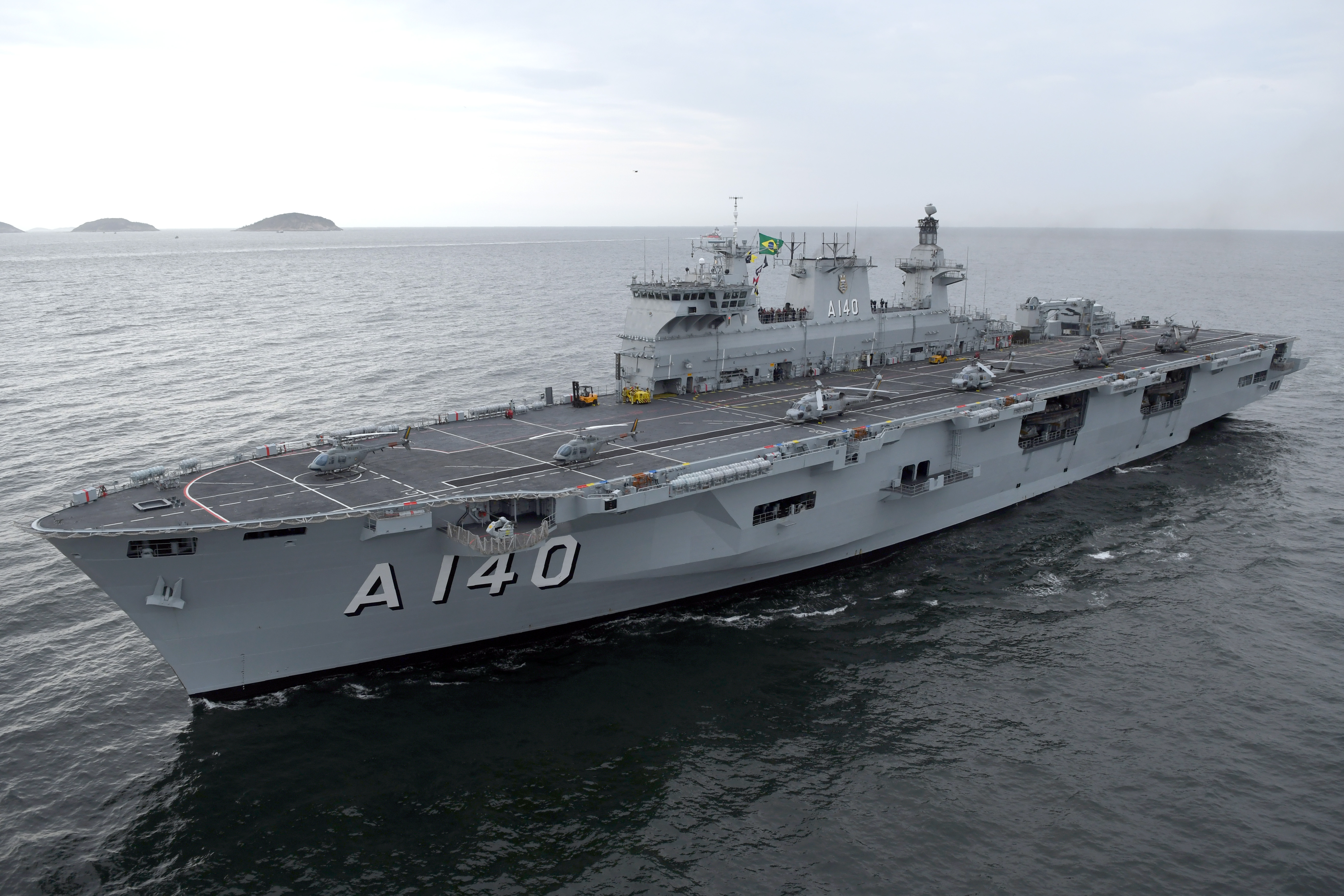
L’Atlântico.

Le porte-hélicoptères strict est un concept en voie d'abandon, au profit des navires d'assaut amphibie plus polyvalents dans leur action vers la terre (l'action anti sous-marine des hélicoptères embarqués étant liée aux frégates dotées de capacités de lutte anti-sous-marine). Cette polyvalence introduit des aménagements vis-à-vis des infrastructures de commandement, d'hébergement, de logistique, etc.
La désignation actuelle des navires mettant en œuvre une flotte d'hélicoptères prend en compte les différentes conceptions selon l'importance accordée à la mise en œuvre d'hélicoptères vis-à-vis des autres missions. La désignation américaine s'est imposée dans l'usage mais son utilisation n'est pas standardisée. Par exemple, la classe Osumi est, pour des raisons politiques, classée en Landing Ship Tank (LST), mais il s'agit, en réalité, de Landing Platform Dock (LPD).
| Désignation | Désignation                                                                           | Caractéristiques  | Caractéristiques   | Caractéristiques      | Dimensions             | Dimensions         | Nombre                   | Nombre                  | Exemples                                                              |
| Sigle       | Complète                                                                              | Pont d'envol      | Radier immergeable | Ponts internes        | Dimensions (m)         | Déplacement (t)    | Construits (depuis 1945) | En service (avril 2020) | Exemples                                                              |
| ----------- | ------------------------------------------------------------------------------------- | ----------------- | ------------------ | --------------------- | ---------------------- | ------------------ | ------------------------ | ----------------------- | --------------------------------------------------------------------- |
| LHD         | Landing Helicopter Dock Porte-hélicoptères amphibie                                   | Grand et continu  | Grand              | Aéronefs et véhicules | de 30 x 200 à 38 x 250 | de 27 000 à 41 000 | 16                       | 16                      | Classe Mistral, Classe Wasp, Classe Juan Carlos I                     |
| LHA         | Landing Helicopter Assault                                                            | Grand et continu  | Petit              | Aéronefs ou véhicules | de 32 x 255 à 40 x 255 | de 40 000 à 45 000 | 7                        | 2                       | Classe Tarawa, Classe America                                         |
| LPH         | Landing Platform Helicopter Porte-aéronefs, Porte-avions léger                        | Grand et continu  | Absent (ou petit)  | Aéronefs              | de 25 x 180 à 35 x 200 | de 15 000 à 25 000 | 21                       | 3                       | Classe Iwo Jima, Classe Colossus                                      |
| LPD         | Landing Platform Dock Amphibious transport dock Transport de chalands de débarquement | Petit             | Grand              | Véhicules             | de 20 x 130 à 30 x 200 | de 7 000 à 25 000  | 65                       | 46                      | Classe Foudre, Classe San Antonio, Classe Galicia, Classe San Giorgio |
| LSD         | Landing Ship Dock                                                                     | Petit (ou absent) | Grand              | Véhicules             | de 25 x 175 à 28 x 185 | de 16 000 à 20 000 | 55                       | 19                      | Classe Whidbey Island, classe Bay                                     |